# Ульяницький Віктор Васильович
Віктор Васильович Ульяницький (нар. 7 серпня 1972) — радянський та український футболіст, захисник та півзахисник, згодом — футбольний тренер.

## Кар'єра гравця
Вихованець ШІСП (Дніпропетровськ). Переможець першості СРСР серед ШІСП (юнаки 15-17 років) 1988 року. Потім потрапив до дубля дніпропетровського «Дніпра», за який зіграв 1 поєдинок.
У дорослому футболі дебютував 1991 року в київському СКА. Всього в команді київських армійців (СКА, ЦСКА-Борисфен, ЦСКА) зіграв 167 матчів, з яких 90 у вищій лізі чемпіонату України. Ще 51 матч зіграв за дубль. У перерві іж виступами в армійських колективах захищав кольори «Евіса» та «Борисполя». У 2001 році виступав у «Вінниці».
У 2001—2003 роках виступав в першому дивізіоні Росії в команді «Нафтохімік». У 2004 році — у вищому дивізіоні Казахстану в команді «Акжайик». З 2005 по 2006 рік знову виступав у «Борисфені». Потім виступав у футзальному клубі «Солбуд» (Київ). Кар'єру гравця завершив у 2009 році в футболці представника аматорського чемпіонату України — ФК «Ірпінь».

## Кар'єра тренера
З 2008 року працює в зв'язці з Геннадієм Жилкіним та Сергієм Ревутом у тренерському штабі Юрія Максимова. Разом ця команда тренувала «Оболонь», «Кривбас», «Металург» (Донецьк), «Мордовії» та «Таразі».
У 2013 році отримав тренерський «А» -диплом УЄФА.
У 2018—2019 роках працює спортивним директором казахстанського «Алтая» з міста Усть-Каменогорськ, після чого повернувся до співпраці з Максимовим і до липня 2021 року був його асистентом у «Ворсклі».